# Vrba
Vrba este o arie protejată (sit de importanță comunitară — SCI) din Croația întinsă pe o suprafață de 36,68 ha, integral pe uscat.

## Localizare
Centrul sitului Vrba este situat la coordonatele 43°44′56″N 16°21′36″E / 43.749°N 16.36°E.

## Înființare
Situl Vrba a fost declarat sit de importanță comunitară în iulie 2013 pentru a proteja 1 specie de animale.

## Biodiversitate
Situată în ecoregiunea mediteraneană, aria protejată nu include niciun habitat protejat.
La baza desemnării sitului se află o specie protejată de  pești: Phoxinellus spp..
Pe lângă speciile protejate, pe teritoriul sitului au mai fost identificate 1 specie de pești.